# Шоколадний торт королеви Наталії
Шоколадний торт королеви Наталії (серб. Чоколадна торта краљице Наталије) — сербський шоколадний торт, приготовлений у будинку сербського державного діяча Єврема Груїча для візитів королеви Наталії Обренович. Сьогодні цей торт, приготовлений за оригінальним рецептом 1888 року, можна скуштувати в Будинку-музеї Єврема Груїча, він є своєрідною пам'яткою Белграда.

## Історія
Єврем Груїч (Јеврем Груїћ) (1826/1827 — 1895) був сербським політиком і дипломатом, і в його дім приїжджало чимало видних і важливих людей того часу, від правителів і політиків, до вчених і художників. Багато світських звичаїв Белграда того часу прийшли з цього будинку, зокрема чаювання. Серед найближчих гостей цієї родини була Наталія Обренович, дружина короля Мілана та «перша сербська королева після Косово», як її називали в той час. Королева Наталія — одна з найважливіших постатей у новітній історії Сербії, жінка з великим авторитетом і впливом на політичне життя тодішньої Сербії. Оскільки вона була великою любителькою чаю, звичай пити чай закріпився і в домі Груїча.
Вважається, що королева Наталя найбільше сприяла тому, щоб запрошення на чай стало синонімом світського зібрання. Особлива увага приділялася гарним манерам, відповідному одягу, вибору легких тем для розмови. Сервіз, у якому подавався чай, швидко став справою престижу. У високих колах особливе і чільне місце у їдальні займав великий срібний чайник. Велика кількість записів говорить про важливість посиденьок з чаєм, адже респектабельні дами того часу влаштовували спеціальні чаювання, де збирали благодійні пожертвування для тих, хто потребує допомоги.
На той час у Сербії більше уваги приділялося посуду та манері подачі чаю, і менше — видам, які п'ють. Ось чому в Сербії чай ототожнюють з усіма напоями, приготованими із сушених трав та гарячої води.

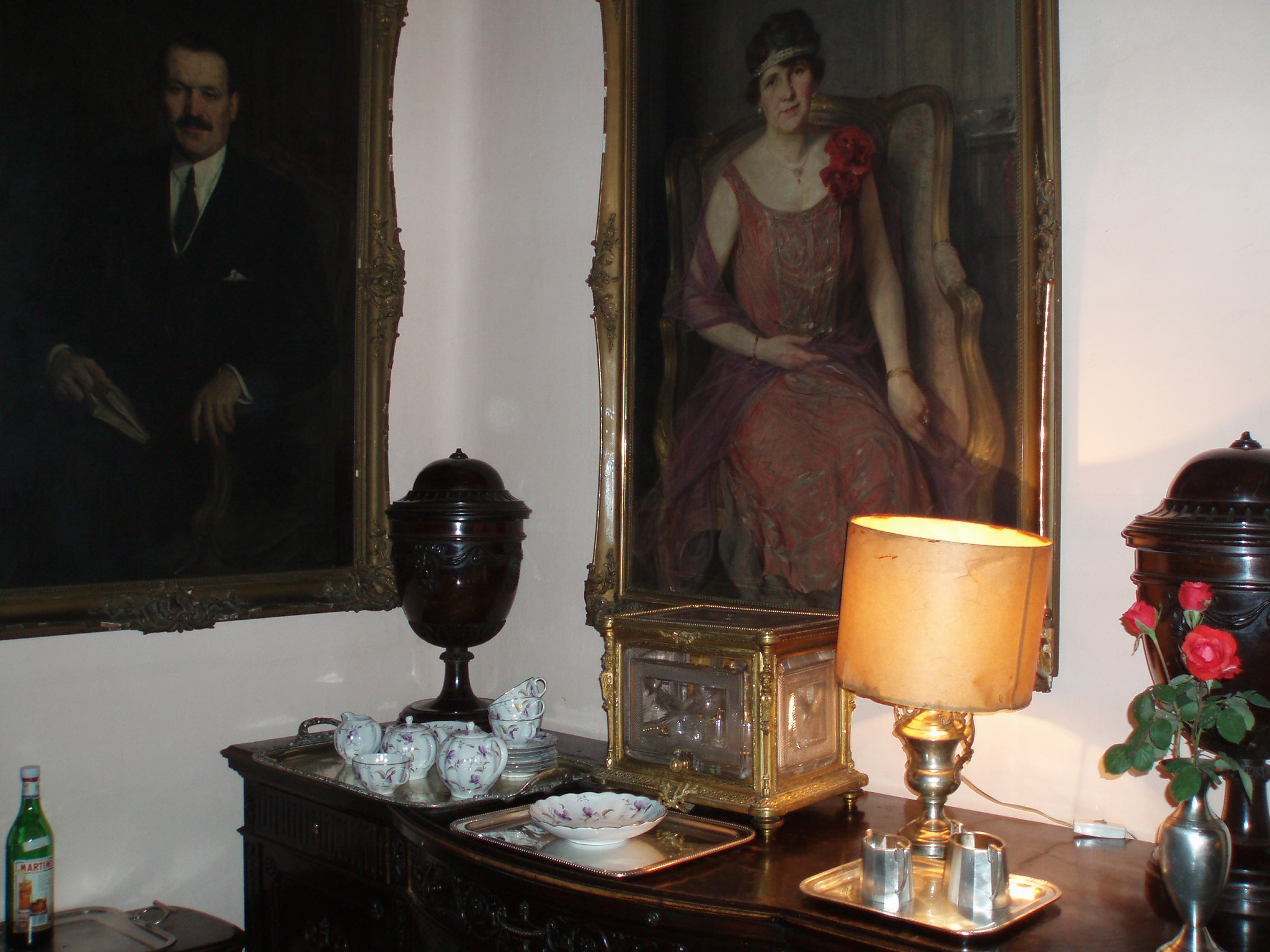
Чайний посуд у будинку Єврема Груїча

До чаю подавали булочки або тістечка з сиром і кмином, а головним частуванням був шоколадний торт, улюблені ласощі королеви Наталії Обренович. У той час у респектабельних будинках подавали прості сербські делікатеси, тому і цей торт був приготовлений за простим рецептом. Оригінальний рецепт 1888 був знайдений в архівах Будинку Єврема Груїча.

## Визначна пам'ятка
Шоколадний торт королеви Наталії став своєрідною визначною пам'яткою Белграда. У Будинку Єврема Груїча у співпраці з Туристичною організацією Белграда організується культурно-мистецька програма «Чаювання з королевою Наталією». Ця програма розповідає про життя та звичаї світського будинку в Белграді XIX століття. Відвідувачі також знайомляться з життям однієї з найкрасивіших і найулюбленіших сербських королів, королеви Наталії Обренович. У рамках програми відвідувачів пригощають чаєм або кавою з обов'язковим шматочком улюбленого торта королеви, так само як пригощали королеву, коли вона приходила до будинку, де зараз розташований цей музей.

## Приготування
На думку багатьох, цей торт дуже нагадує торт Захер.
Рецепт добре відомий, але мало хто знає, що раніше, і сьогодні в торт додають кілька крапель французького арманьяка.
Компоненти: шоколад, молоко, яйця, цукор, розпушувач, олія, борошно, мармелад, солодка сметана.
Спечений шоколадний корж розрізають навпіл. Змащують нижній корж мармеладом та накривають іншим коржем. Весь торт змащують мармеладом, а потім шоколадною глазур'ю.
Торт прикрашений шоколадною глазур'ю, а той, що подають у будинку Єврема Груїча, додатково увінчаний королівською короною та літерою «Н».